# Magyar Építőművészetért Érem
A Magyar Építőművészetért Érem magyar építészeti elismerés, amelyet 2010-ben alapított a Magyar Építőművészek Szövetsége. A díjat a MÉSZ mindenkori elnöke adja át évente egy olyan magyar építész, építészek, képzőművész, fotóművész, egyéb társművész, író, irodalmár, elméleti szakember vagy közéleti személyiség számára, aki munkájával érdemben segíti a magyar építőművészet nemzetközi elismertségét.

## Története
A 2010-ben alapított díjat az első években kizárólag Magyarország határain kívül dolgozó építészeknek ítélhették oda. 2016-ban a MÉSZ módosította a feltételeket, kibővítve a díjazásra javasolhatók körét, és megszüntetve a földrajzi határokat. 
A díjazottakra a MÉSZ tagjai tehetnek javaslatot. A kitüntetés pénzdíjjal nem jár.

## Díjazottak
- 2024: Bognár Botond építész, építészettörténész[2]
- 2023: Dr. Klein Rudolf építészettörténész[3]
- 2022: Macalik Arnold építész[4]
- 2021: Szabó János építész[5]
- 2020: Batár Attila Molnár Farkas-díjas történész, építész, építészeti szakíró[6]
- 2019: Jan Stempel építész[7]
- 2018: Moravánszky Ákos építész, a zürichi ETH professzora[8]
- 2017: Zalaváry Lajos építész
- 2016: Häider Andrea fotóművész[9]
- 2015: Schweger Péter(wd) építész (Németország)[10]
- 2014: nem volt díjazott
- 2013: Pásztor Péter(wd) építész (Szlovákia)[11]
- 2012: Papp László építész (Egyesült Államok)[12]
- 2011: Magyar Péter építész (Egyesült Államok)